# The Thom Bell Sessions
Albums de Elton John
A Single Man
(1978) Victim of Love
(1979)
Singles
1. Are You Ready for Love
Sortie : 1979
2. Mama Can't Buy You Love
Sortie : 1979

The Thom Bell Sessions est un EP d'Elton John, sorti en 1979.

## Enregistrement
En 1977, Elton John est aux États-Unis pour travailler avec le producteur Thom Bell, l'un des précurseurs de la Philadelphia soul et collaborateur de groupe R&B/soul comme The Stylistics, The Delfonics ou encore The Spinners. Cependant, les relations entre Elton John et Thom Bell ne sont pas excellentes et seuls quelques titres seront produits.

## Liste des titres
Face 1
1. Three Way Love Affair (LeRoy Bell, Casey James) – 5:31
2. Mama Can't Buy You Love (L. Bell, James) – 4:03

Face 1
1. Are You Ready for Love (L. Bell, Thom Bell, James) – 8:31

## The Complete Thom Bell Sessions
Albums de Elton John
Reg Strikes Back
(1988) Sleeping with the Past
(1989)
En 1989, Elton John publie la compilation The Complete Thom Bell Sessions, qui regroupe l'ensemble des sessions d'enregistrement de l'artiste britannique avec le producteur Thom Bell. Cet album contient deux inédits coécrits par Elton John : Nice and Slow (coécrit avec Thom Bell et Bernie Taupin) et Shine on Through (écrit par Gary Osborne). Cette dernière chanson avait été réenregistrée et incluse sur l'album A Single Man (1978).

### Liste des titres
1. Nice and Slow (Elton John, Bernie Taupin, T. Bell) – 4:43
2. Country Love Song (Joseph Jefferson) – 5:05
3. Shine on Through (John, Gary Osborne) – 7:46
4. Mama Can't Buy You Love (L. Bell, James) – 4:09
5. Are You Ready for Love (L. Bell, T. Bell, James) – 8:20
6. Three Way Love Affair (L. Bell, James) – 5:00